# Rossinyol cuablanc
El rossinyol cuablanc (Myiomela leucura) és una espècie d'ocell de la família dels muscicàpids (Muscicapidae).

## Descripció, distribució i habitat
Un exemplar adult sol mesurar entre 17 i 19 centímetres. El mascle té el plomatge de color blau marí amb les plomes de la cua blanques mentre que la femella vesteix uns tons marrons amb una marca blanca al coll.
El seu rang de distribució s'estén per les regions del nord del subcontinent indi i les zones adjacents del sud-est asiàtic. Es troba a Bangladesh, Bhutan, Cambodja, l'Índia, Laos, Malàisia, Myanmar, el Nepal, Taiwan, Tailàndia i Vietnam.
Els seus hàbitats naturals són els boscos tropicals i subtropicals de frondoses humits i els boscos de muntanya subtropicals i tropicals humits. El seu estat de conservació es considera de risc mínim.

## Taxonomia
Segons el Handook of the Birds of the World i la quarta versió de la BirdLife International Checklist of the birds of the world (desembre 2019), la subespècie del sud de Cambodja (Myiomela leucura cambodiana) constituiria una espècie apart: el rossinyol de Cambodja. Tanmateix, aquest criteri no és compartit per la llista mundial d'ocells del Congrés Ornitològic Internacional (versió 10.1, gener 2020).